# Westkaspische Schildkröte
Die Westkaspische Schildkröte (Mauremys rivulata), auch Balkan-Bachschildkröte, Eurasische Bachschildkröte oder Ostmediterrane Bachschildkröte ist eine Art der Bachschildkröten (Mauremys), die manchmal auch als Unterart der Kaspischen Bachschildkröte (Mauremys caspica) angesehen wird. Die Westkaspische Schildkröte wird auch als Heimtier gehalten.

## Taxonomie
Bisher wurde die Westkaspische Bachschildkröte als Unterart der Kaspischen Bachschildkröte angesehen, 1997 veröffentlichte Uwe Fritz allerdings etwas zu dem Thema, woran er die bisherige Mauremys caspica rivulata anhand einiger Merkmale als eigene Art beschrieb und im selben Zug die andere Art, Mauremys caspica in drei Unterarten einteilte, nämlich die Nominatform M. c. caspica sowie M. c. ventrimaculata und M. c. siebenrocki.

## Verbreitung und Vorkommen
Die Westkaspische Schildkröte ist in Griechenland, Südosteuropa, Westtürkei, Israel und Syrien zu finden.

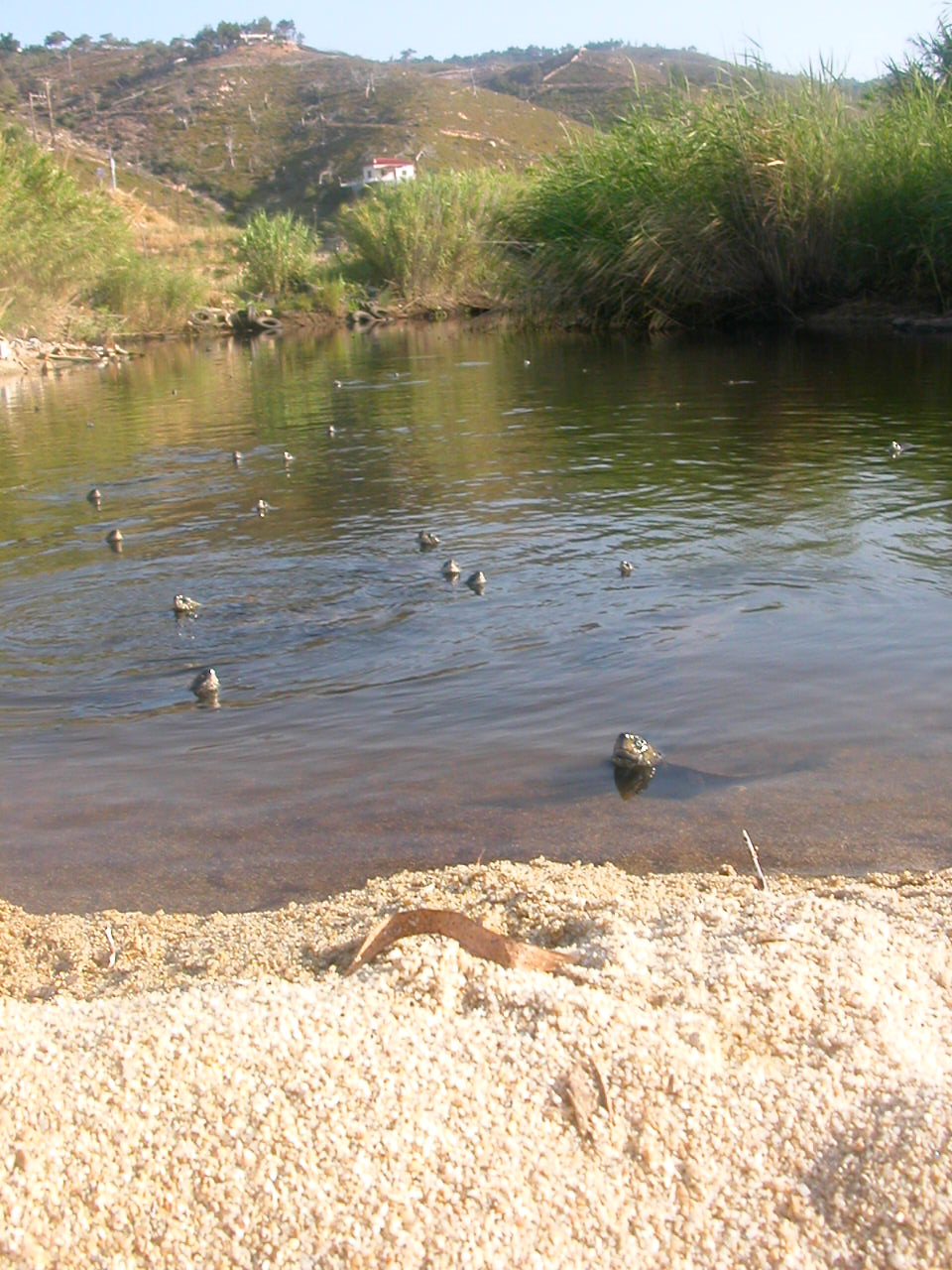
Habitat

 Sie lebt dort als Sumpfschildkröte im und am Süßwasser, vergleichbar mit der nicht näher verwandten in Deutschland heimischen Europäischen Sumpfschildkröte (Emys orbicularis), die sich einen Teil ihres großen Verbreitungsgebietes mit dieser Art teilt.
Die Westkaspische Schildkröte kommt ebenfalls in künstlichen und sogar in verschmutzten Gewässern vor, trotzdem stellt die möglicherweise drohende Habitatveränderung eine Bedrohung für die Art dar.
Neuere Forschungsergebnisse deuten darauf hin, dass die Westkaspische Schildkröte auch in der Lage ist, längere Seereisen zu überstehen. Räumlich weit voneinander entfernt lebende Schildkröten besitzen nach Analysen deutscher Wissenschaftler ein nahezu identisches genetisches Muster.

## Lebensweise

### Aktivität
Nach Beobachtungen  in Jordanien ist die Westkaspische Bachschildkröte normalerweise morgens und nachmittags aktiv, während sie sich mittags meist sonnt und sich bei Temperaturen um 12 °C inaktiv im Schlamm am Gewässerboden aufhält.

### Nahrung
Mauremys rivulata ist ein Allesfresser. Es werden Insekten, Aas, Schnecken, Amphibien sowie deren Laich und Ähnliches gefressen, aber auch pflanzliches wie etwa Algen. Außerdem nehmen sie auch unnatürliche Kost wie zum Beispiel Nudeln an.